# 高松市道丸亀町栗林線
高松市道丸亀町栗林線（たかまつしどうまるがめまちりつりんせん）は、香川県高松市丸亀町から高松市栗林町三丁目へ至る市道である。路線番号はA0261。

## 概要
大部分が総延長日本一のアーケードで、「高松中央商店街」の一部となっている。そのため、ほとんどが自転車歩行者専用道路であり、自動車が通行できる区間は藤塚町及び栗林町部分の一部区間のみである。
日本国内で自転車の通行を認めている数少ない自動車進入禁止の商店街の一つであり、平日の特に雨天時などは通勤通学の自転車が多く行き交うなど、自転車王国・高松を象徴する光景としてメディアの資料映像などで取り上げられる。ただし1984年以降、買い物客で賑わう休日昼間（12:00-19:00）は自転車の通行が禁止されている。丸亀町商店街部分は2012年4月からの試験実施を経て同年7月より終日自転車通行禁止となった。
かつて、起点には江戸時代に讃岐国各地と高松城を結んだ五街道全ての起点となっていた常磐橋が存在し、当道路はそこから南下する旧琴平街道・仏生山街道（現・栗林町で両者は分岐）のルートであった。
藤塚町-終点までは、アーケードではなく自動車が通行できる（大型車は通行止め）2車線の区間であるが、歩道も無く、また「栗林本通り商店街」という商店街である特性上、歩行者が多いため自動車の通行時にはそれを避けるため対向車線にはみ出して走らざるを得ない。それにも関わらず制限速度は40km/hとなっており、特に歩行者・自転車や停車車両の多い昼間は実質、制限速度での通行はできない。

## 路線データ
- 起点：香川県高松市丸亀町15番地1（北部三町ドーム・市道片原町沖松島線交点）
- 終点：香川県高松市栗林町三丁目257番地1[1]（栗林町交差点・香川県道160号高松港栗林公園線交点）
- 総延長：1.8km
- 実延長：総延長に同じ（被重複区間なし）
- 幅員
  - 起点-菊池寛通り：8m
  - 菊池寛通り-終点：11m
- 車線数：車線無し、2車線
- 最高速度：40km/h
- 通行規制
  - 歩行者専用道路（終日自転車通行禁止）：起点（北部三町ドーム） - 丸亀町（国道11号交点）
  - 自転車歩行者専用道路：南新町（国道11号交点） - 田町（市道馬場田町線・市道多賀町藤塚町線交点、アーケード終点）
    - うち南新町（国道11号交点） - 南新町（南部三町ドーム）は休日（土日曜日・祝日）12:00-19:00は自転車通行禁止

## 都市計画道路指定
当市道は全線が都市計画道路に指定されており、指定名は市道名と同じく丸亀町栗林線。（都）丸亀町栗林線は当市道の全線並びに市道兵庫町丸の内線のうち起点（北部三町ドーム）-香川県道159号高松港線交点からなる。1946年6月5日、戦災復興院告示第39号により指定。車線数・名称の変更などを除く最終決定日は1979年1月9日。最終告示は、2004年5月17日の高松市告示第325号。
都市計画道路丸亀町栗林線
- 指定部分：全線
- 路線番号：3・6・138
- 指定日：1946年6月5日

## 沿線施設
- 高松中央商店街
  - 丸亀町壱番館
  - 丸亀町弐番館
  - 丸亀町参番館
  - 丸亀町グリーン
    - 四国銀行高松支店
    - ダイワロイネットホテル高松
- 百十四銀行高松支店（旧本店）
- 新生銀行高松支店2018年6月30日をもって本店（東京都中央区）内にブランチインブランチとなり、同時にタカマツ支店へ改称された。
- 中国銀行高松支店
- 宮脇書店本店
- 岩佐佛喜堂本店
- 三菱UFJ信託銀行・三菱UFJモルガン・スタンレー証券高松支店
- 阿波銀行高松支店
- マルヨシセンター本店
- マクドナルド高松店（1975年3月開店、四国第1号店）2010年11月30日閉店
- スーパーホテル高松・田町
- 百十四銀行田町支店
- マルナカ田町店（旧本店）
- 高松栗林郵便局
- 高松信用金庫栗林支店

## 重複区間
- なし

## 通過する自治体
- 香川県高松市

## 交差・接続している道路
| 接続する道路 西← ＜高松市道丸亀町栗林線＞ →東                   | 接続する道路 西← ＜高松市道丸亀町栗林線＞ →東                   | 交差点         | 交差点 |
| --------------------------------------------------------------- | --------------------------------------------------------------- | -------------- | ------ |
| ↑市道兵庫町丸の内線（丸の内方面）                               |                                                                 |                |        |
| ＜兵庫町商店街＞ 市道兵庫町西通町線                             | ＜片原町商店街＞ 市道片原町沖松島線                             | 北部三町ドーム | 高松市 |
| ＜美術館通り＞ 市道二番町築地線                                 | ＜美術館通り＞ 市道二番町築地線                                 | 丸亀町         | 高松市 |
| 国道11号高松北バイパス                                          | 国道11号高松北バイパス                                          | 国道丸亀町南口 | 高松市 |
| ＜菊池寛通り＞ 市道天神前瓦町線                                 | ＜菊池寛通り＞ 市道天神前瓦町線                                 | 南新町         | 高松市 |
| 市道亀井町常磐町線                                              | ＜常磐町商店街＞ 市道亀井町常磐町線                             | 南部三町ドーム | 高松市 |
| ＜観光通り＞ 県道43号中徳三谷高松線 （県道155号牟礼中新線重複） | ＜観光通り＞ 県道43号中徳三谷高松線 （県道155号牟礼中新線重複） | 田町           | 高松市 |
| 市道馬場田町線                                                  | 市道多賀町藤塚町線                                              |                | 高松市 |
| 市道中野町御坊川線                                              |                                                                 |                | 高松市 |
| 市道栗林上福岡線                                                |                                                                 |                | 高松市 |
| 県道160号高松港栗林公園線 （県道280号高松香川線重複）           | 県道160号高松港栗林公園線                                       | 栗林町         | 高松市 |
| ↓県道280号高松香川線（太田・川東方面）                          |                                                                 |                |        |

## 愛称・通称
- 丸亀町商店街（丸亀町通り）
- 南新町商店街（南新町通り）
- 田町商店街
- 栗林本通り商店街